# Sebastián Saucedo
Sebastián Saucedo Mondragón (ur. 22 stycznia 1997 w San Fernando Valley) – amerykański piłkarz pochodzenia meksykańskiego występujący na pozycji lewego skrzydłowego, od 2023 roku zawodnik meksykańskiego Juárez.